# تجمع بدو الصفية (المحفد)

تعديل مصدري - تعديل

تجمع بدو الصفية هو أحد التجمعات البدوية في عزلة المحفد بمديرية المحفد التابعة لمحافظة أبين، بلغ تعداد سكانها 72 نسمة حسب تعداد اليمن لعام 2004.